# Xenops
Xenops es un género de aves paseriformes perteneciente a la familia Furnariidae, que agrupa a especies nativas de la América tropical (Neotrópico), cuyas áreas de distribución se encuentran desde el sur de México, por América Central y del Sur, hasta el norte de Argentina. Sus miembros son denominados comúnmente picoleznas, y también xenops o piquivueltos, entre otros.

## Etimología
El nombre genérico masculino «Xenops» se compone de las palabras del griego «ξενος xenos» que significa ‘extraño’, y «ωψ ōps, ωπος ōpos» que significa ‘cara’ (en referencia al pico).

## Características
Las especies de este género son pequeños furnáridos arborícolas, que miden entre 11,5 y 12,5 cm de longitud, encontrados ampliamente en selvas húmedas y selvas montanas de baja altitud. Se caracterizan por sus picos cortos, comprimidos lateralmente y con la mandíbula superior curvada hacia arriba, y que presentan una estría malar plateada. Diferente de otros furnáridos, sus nidos son pequeños agujeros excavados en madera blanda podrida.

## Lista de especies
Según las clasificaciones del Congreso Ornitológico Internacional (IOC y Clements Checklist/eBird el género agrupa a las siguientes especies con el respectivo nombre popular de acuerdo con la Sociedad Española de Ornitología (SEO):
| Imagen | Nombre científico           | Autor            | Nombre común                             | Estado de conservación | Distribución |
| ------ | --------------------------- | ---------------- | ---------------------------------------- | ---------------------- | ------------ |
|        | Xenops tenuirostris         | Pelzeln, 1859    | picolezna picofino                       | LC                     |              |
|        | Xenops minutus              | (Sparrman, 1788) | picolezna menudo o picolezna gorgiblanco | LC                     |              |
|        | Xenops (minutus) genibarbis | Illiger, 1811    | picolezna liso                           | LC                     |              |
|        | Xenops rutilans             | Temminck, 1821   | picolezna rojizo                         | LC                     |              |

## Taxonomía
El grupo de subespecies X. minutus genibarbis es considerado como especie separada de X. minutus por Aves del Mundo y Birdlife International, y más recientemente por el Congreso Ornitológico Internacional (IOC), con base en diferencias de plumaje y de vocalización, y con soporte de estudios genético-moleculares de Harvey & Brumfield (2015).
Algunos autores, en el pasado,  incluyeron al género Heliobletus en el presente; sin embargo los datos genéticos indican que los dos géneros se encuentran en brazos separados de Furnariidae. Derryberry et al. (2011) encontraron que Xenops está hermanado con los Philydor verdaderos.
La especie Microxenops milleri fue incluida en el presente género durante mucho tiempo, pero los estudios genéticos indican que es más próxima a los géneros Pygarrhichas y Ochetorhynchus, y basal a ambos, por lo que fue retornado a su género monotípico original, lo que fue reconocido en la Propuesta N° 486 al Comité de Clasificación de Sudamérica.
Los estudios de Ohlson et al. (2013) propusieron que Xenops sea considerado en una familia separada Xenopidae Bonaparte, 1854; pero esto no ha sido todavía adoptado por las principales clasificaciones. La clasificación Aves del Mundo coloca al presente género en una tribu propia Xenopini Bonaparte, 1854.